# Scott Jurek
Scott Gordon Jurek (Duluth, Minnesota, 26 de octubre de 1973) es un corredor ultramaratonista estadounidense, autor del libro "Correr, comer, vivir".
Durante su carrera, Jurek ha sido uno de los corredores más dominantes de la ultramaratón en el mundo, ganando la mayoría de carreras prestigiosas de este deporte,  incluyendo el Hardrock Hundred (2007), el Badwater Ultramarathon (2005, 2006), el Spartathlon (2006, 2007, 2008), y los Western States 100 Mile Endurance Run (1999-2005). En el año 2010, en la carrera de 24 horas del Campeonato Mundial de la Unión Internacional de Ultracorredores en Brive-la-Gaillarde, Francia, Jurek ganó la medalla de plata detrás de Shingo Inoue y estableciendo un nuevo récord para EE. UU., corriendo 165.7 millas en 24 horas (con un paso medio de 8 minutos y 42 segundos por milla).
Jurek dejó de comer carne desde 1997, y su dieta está basada totalmente en vegetales desde 1999.

## Vida
Criado en la ciudad de Proctor, Minnesota, Jurek tiene  ascendencia polaca. Es el hijo de Lynn (Swapinski) y Gordon Jurek. Su niñez tuvo una conexión fuerte con la naturaleza desarrollada a través de la caza, pesca y campamentos con su familia. Scott empezó a correr desde niño en las montañas, pero solo hasta los años sophomore del instituto que emprende carreras de larga distancia con entrenamiento de cross training para su preparación del esquí nórdico. A pesar de que en un principio odio correr, después de pasar los veranos entrenando en los senderos con los bastones de esquí,  encuentra una nueva pasión. En un reto de entrenar con su compañero Dusty Olson, Scott corrió las 50 millas de Minnesota Voyageur en 1994, terminando segundo en su primer intento en una ultramaratón, sin haber antes corrido un maratón como entrenamiento. Olson más tarde fue liebre de Jurek en muchas carreras.

## Educación
Scott fue el mejor estudiante de su clase en Proctor High School. Ingreso en College of St. Scholastica en Dulutdel, Minnesota, graduándose con el grado de bachillerato en Ciencias de la Salud en 1996 y con el grado de maestría en Fisioterapia en 1998.

## Ultracorredor
Durante sus años universitarios, Jurek continuó compitiendo en las 50 millas de Minnesota Voyageur, acabando segundo en 1994 y 1995 y ganando la carrera en 1996, 1997, y 1998, cuándo marco el récord actual de 6 horas, 41 minutos y 16 segundos.  Después de su graduación, se trasladó a Seattle, donde empieza a competir a nivel nacional; en 1998 gana las 50 millas de Zane Grey Highline Trail y los 50 km de McKenzie River Trail. En su primera carrera de 100 millas de Angeles Crest, terminó segundo.
In 1999, Jurek en su primer intento, ganó la prestigiosa carrera de 100 millas de Western States Endurance Run, derrotando al cinco veces campeón Tim Twietmeyer y convirtiéndose en el segundo no-californiano en ganar esta carrera. Desde ese momento ganó siete veces esta carrera. En el año 2004, rompió la marca de Mike Morton del año 1997, estableciendo el récord actual de 15 horas 36 minutos.
En los próximo cinco años, Jurek tuvo muchas victorias, el McDonald Forest 50K (1999), las 50 millas de Bull Run Run (1999), las 50 millas de Leona Divide (2000, 2001, 2002, 2004), los 50 km de Diez Vista (2000-récord actual, 2003), el Silvertip 50K (2002), y el Miwok 100K (2002, 2003, 2004).
En 2004,  completó el "Ultra Running Grand Slam", el Leadville 100 (subcampeón), el Vermont 100, y el Wasatch Frente 100.  Viajó a Hong Kong con el Equipo Montrail para ganar los trofeos de equipo en el 2001 y 2002 del Oxfam Trailwalker 100K, ambos años registrando un nuevo récord. Los compañeros de Jurek en el año 2001 fueron Dave Terry, Ian Torrence y Nate McDowell.  En el año 2002,  corrió con McDowell, Brandon Sybrowsky y Karl Meltzer.  Jurek participó también en el equipo ganador del 2003 del Hasegawa Cup Japan Mountain Endurance Run.
En 2005, justo unas cuantas semanas después de ganar la carrera de los Estados Occidental, Jurek puso un nuevo récord en el Badwater Ultramarathon, considerada como una de las de carreras más difíciles del mundo con temperaturas de 120 grados Fahrenheit (48,9 °C) °F (49 °C).
En el año 2006, Jurek repitió su victoria de Badwater, también ganó su primera de tres victorias consecutivas en el Spartathlon, una carrera de 153 millas entre Atenas y Esparta en Grecia.  Jurek es el único norteamericano en ganar esta carrera, y tiene los dos mejores tiempos detrás de Yiannis Kouros.  En 2007, también ganó el Hardrock Hundred, registrando el récord actual.
Jurek viajó en el año 2006 al remoto Cañón del Cobre en México, con un grupo de los corredores entre los que se incluían a Christopher McDougall y Jenn Shelton, para participar en una carrera contra los Tarahumara organizado por Micah Cierto, quién también era conocido como "Caballo Blanco". Jurek perdió la carrera por poco, frente al más rápido corredor Tarahumara, Arnulfo Quimare, pero en el año siguiente, Jurek regresó para ganar la carrera. Sobre el viaje del año 2006, Christopher McDougall escribió el  libro, Nacidos de Correr.
El 14 de mayo de 2010, en Brive-la-Gaillarde, Francia, Jurek rompió el récord de distancia recorrida por un estadounidense en 24 horas sobre cualquier superficie de la USATF con 165.7 millas (266.6 km). Su resultado le valió una medalla de plata y ayudó el equipo masculino estadounidense obtener la medalla de bronce en la clasificación general.
Fue uno de la "docenas de los buscadores" de clase mundial, incluyendo ultra-corredores como Kyle Skaggs, que buscaron al ultramaratonista Micah True "Caballo Blanco", cuando desapareció en el desierto. Más tarde fue encontrado muerto. Chris McDougall tuiteó: "Caballo tenía la única funeraria que él hubiera querido:. Sus amigos pasaron días corriendo en el desierto en su honor."
El 14 de abril de 2014, Jurek y Rickey Gates, se convirtieron en los primeros estadounidenses en completar el Bob Graham Round, en menos de 24 horas, en el accidentado Distrito de los Lagos del Reino Unido.
En mayo del año 2015, Jurek empezó un intento de romper el récord de velocidad de 46 días, 11 horas y 20 minutos que estableció Jennifer Pharr Davis en la caminata del Sendero de los Apalaches (longitud de 3500 km).  El domingo 12 de julio de 2015 después de caminar 46 días, 8 horas y 7 minutos,  completo este sendero, rompiendo el récord anterior. Su celebración en la línea de meta desató polémica cuando recibió tres infracciones de los guardabosques del Parque Estatal de Baxter, el primero fue porque el grupo de festejo fue muy grande, el segundo por consume alcohol (champán) en contra de las políticas del parque y el tercero por derramar champán que fue considerado como tirar basura. Jurek reclamo las infracciones públicamente.  Los cargos de tirar basura y del tamaño del grupo de festejo fueron desestimados y Jurek pagó 500 dólares por consumir alcohol en contra de las políticas del parque.

### Filosofía
Jurek es un defensor de la alimentación basada en vegetales por razones éticas, de medio ambiente y salud, y cita a su dieta como la clave de su rendimiento deportivo y rápida recuperación. El renunció a comer carne en 1997 y convirtió su alimentación completamente basada en vegetales en 1999, motivado por la creencia de que la mala nutrición fue el responsable de las enfermedades crónicas que vio en su familia y en sus pacientes de fisioterapia.
La madre de Jurek fue diagnosticada con Esclerosis Múltiple cuando él era muy joven.  Sus luchas le enseñaron a perseverar en circunstancias difíciles, y esto fue una fuente de fuerza en las carreras de 24 horas.
También es conocido por mantener una actitud despreocupada al correr. A menudo grita en voz alta al comienzo de cada carrera, rueda encima de las líneas de llegada y a veces da saltos de kung fu en los puntos de ayuda. Después de acabar las carreras, permanece por horas en la línea de llegada animando a los demás corredores.
Jurek dijo "aunque quiero ganar, el correr es un vehículo para el auto-descubrimiento." Cree que la ultra-carrera es más difícil mentalmente que físicamente. El libro de memorias escrito con Steve Friedman, "Correr, comer, vivir", fue publicado el 5 de junio de 2012. Ha sido traducido a veinte lenguas diferentes.

### Logros
- Récord de distancia recorrida por un estadounidense en 24 horas sobre cualquier superficie de la USATF.(165.7 millas/266.01 kilómetros) de 2010 al 2012.
- Ganó el Spartathlon 153-milla (246 km) carrera de Atenas a Esparta, Grecia, tres veces consecutivas (2006–2008).
- Ganó el Hardrock Hundred Mile Endurance Run (2007), con un tiempo récord hasta que Kyle Skaggs marco un nuevo récord el año 2008.
- Ganó los Western States Endurance Run siete veces consecutivas (1999–2005), y obtuvo el récord de 15 horas, 36 minutos y 27 segundos en el año 2004, el cual conservó hasta el 2010
- Ganó el Badwater Ultramarathon dos veces (2005, 2006), y marco el récord el año 2005.
- Ganó tres años consecutivos (2002–2004) y terminó segundo (2001, 2005, 2006) en el Miwok 100K Trail.
- Ganó el Leona Divide 50 Mile cuatro veces (2000, 2001, 2002, 2004).
- Ganó el Diez Vista 50K Trail Run dos veces (2000, 2003).
- Ganó el Montrail Ultra Cup series dos veces (2002, 2003).
- Seleccionado como el ultracorredor norteamericano del año por la revista UltraRunning durante los años 2003, 2004, 2005, y 2007.
- Tiene el récord de velocidad del Sendero de los Apalaches (longitud de 3500 km) en 46 días, 8 horas, y 7 minutos en el 2015.[26]

## Registros personales
- 24 horas: 165.7 millas
- 100 millas por senderos: 15 horas y 36 minutos, Western States Endurance Run (2004)
- 100 km en carretera: 7 horas y 28 minutos, GNC 100K (2001)
- 50 millas por senderos: 6 horas 21 minutos, carrera Edad de Hielo 50 Millas (1999)
- 50 millas en carretera: 5 horas y 50 minutos, GNC (2001)
- 50 km por senderos: 3 horas y 4 minutos, Bendistillery 50K (1999)
- 26.2 millas, maratón: 2 horas 38 minutos, Austin Maratón (2006)

## Vida personal
Jurek vive en Boulder, Colorado con su esposa Jenny. Disfruta de correr, hacer yoga, del ciclismo, senderismo y el esquí nórdico.  Jurek es un cocinero aficionado y disfruta cocinar comidas basadas en vegetales inspiradas en sus viajes mundiales.